# 新光町 (新潟市)
新光町（しんこうちょう）は、新潟県新潟市中央区の町字。丁番を持たない単独町名であり、住居表示未実施区域。郵便番号は950-0965。

## 概要
1957年（昭和32年）から現在までの町名。現在の新潟市中央区新光町。もとは出来島の一部で、昭和初期に日本軽金属が新潟工場開設のために信濃川を埋め立て、1941年（昭和16年）にアルミニウム精錬工場が操業を開始した。
1947年（昭和22年）の地方自治法の施行に伴い、日本軽金属新潟工場の復興にちなむ町名として「新光町」に変更。日本軽金属の「日軽」を「ひかる（光）」と読ませ、新潟の「新」を冠して新しい金属であるアルミニウムを表す意味が込められた。
日本軽金属新潟工場は1980年（昭和55年）までアルミニウムを生産した後、新潟東港工業地帯に移転。1985年（昭和60年）に新潟県庁舎が跡地に移転。以来オフィス街へ変化した。

### 隣接している町字
北から東回り順に、以下の町字と隣接する。
- 上所
- 東出来島
- 出来島
- 網川原
- 美咲町

※ 信濃川を挟んで関南町、関屋大川前、関新、川岸町と隣接。

## 世帯数と人口
2018年（平成30年）1月31日現在の世帯数と人口は以下の通りである。
| 町丁   | 世帯数 | 人口  |
| ------ | ------ | ----- |
| 新光町 | 65世帯 | 140人 |

## 歴史

### 年表
- 1957年（昭和32年） : 出来島から分立。
- 1980年（昭和55年） : 日本軽金属新潟工場が新潟東港工業地帯に移転。
- 1985年（昭和60年） : 新潟県庁舎が日本軽金属新潟工場跡地に移転。
- 2007年（平成19年）4月1日 : 新潟市の政令指定都市移行により、中央区の町丁となる。

## 小・中学校の学区
市立小・中学校に通う場合、学区は以下の通りとなる。
| 番地               | 小学校               | 中学校             |
| ------------------ | -------------------- | ------------------ |
| 15～20番地         | 新潟市立鳥屋野小学校 | 新潟市立上山中学校 |
| 1〜2番地 4～11番地 | 新潟市立上山小学校   | 新潟市立上山中学校 |

## 主な企業、施設
- 新潟東年金事務所国民年金課
- スポーツクラブNAS新潟
- テレビ新潟放送網
- セコム上信越
- 新潟日産自動車県庁前店
- 新潟日産自動車健康保険組合
- 日産フィナンシャルサービス
- 新潟中央病院
- 千歳園
- 新潟県庁
- 新潟県警察本部
- 新潟県自治会館
- 新潟県商工会館
- 新潟県教職員組合会館
- 新潟県建設会館
- 新潟県農協電算センター
- 新潟県トラック組合会館
- 新潟自治労会館
- 新潟県勤労福祉会館
- 新潟県総合生活共同組合本部会館
- 興和ビル
- 千歳ビルディング
- 新潟県交通安全協会会館
- 新潟県社会保険診療報酬支払基金
- 新潟県公社総合ビル
- 新潟県労働金庫新潟南支店
- 新潟社会文化会館
- ピアザララルーチェ
- シャープ新潟ビル
- 技術士センタービル
- キタック
- 知足美術館
- 健康会館
- 日本自動車連盟新潟支部
- 新潟光ビル
- 渡辺産商新潟営業所
- 荏原新潟ビル
- 新潟日軽ビル
  - 国民民主党新潟県連
- 日軽ゴルフガーデン
- 新潟自由民主会館
  - 自由民主党新潟支部
- 新光町保育園
- 社民党新潟県連合

## 交通

### 水上バス
信濃川ウォーターシャトル
- 県庁前のりば